# Dorylaea crassa
Dorylaea crassa är en kackerlacksart som först beskrevs av Heinrich Hugo Karny 1908.  Dorylaea crassa ingår i släktet Dorylaea och familjen storkackerlackor. Inga underarter finns listade i Catalogue of Life.